# Kilbourne, Louisiana
Kilbourne är en ort i West Carroll Parish i delstaten Louisiana, USA.